# Alejo Russell
Pour les articles homonymes, voir Russell.
Alejo Russell est un joueur argentin de tennis, né le 9 septembre 1916 à Cordoba et décédé le 25 mai 1977 à Bayonne (France).

## Carrière
Son meilleur parcours dans un grand tournoi est un quart de finale au Championnat national de tennis des États-Unis 1942. Il est défait par Ted Schroeder, futur vainqueur de la compétition. En double mixte il atteint la finale.
Au deuxième tour de Roland Garros en 1948, alors qu'il mène 6-0, 6-0, il subit la remontée de Vojtech Vodicka (0-6, 0-6, 6-1, 6-3, 6-3).
Lors des Jeux panaméricains de 1951 organisés à Buenos Aires, il remporte trois médailles : une d'argent en simple (défaite face à son compatriote Enrique Morea), une d'or en double messieurs (au côté d'Enrique Morea) et une de bronze en double mixte (avec Mary Terán de Weiss).
Il décède en jouant un tournoi vétéran organisé par l'ITF à Bayonne.

## Palmarès

### Finale en double mixte
| No | Date       | Nom et lieu du tournoi                 | Catégorie | Surface      | Vainqueurs                  | Partenaire            | Score         |          |
| -- | ---------- | -------------------------------------- | --------- | ------------ | --------------------------- | --------------------- | ------------- | -------- |
| 1  | 27-08-1942 | US National Championships Forest Hills | G. Chelem | Gazon (ext.) | Louise Brough Ted Schroeder | Patricia Canning Todd | 3-6, 6-1, 6-4 | Parcours |

## Autres résultats

### Coupe Davis
Il joue 6 rencontres de Coupe Davis en 1948, 1952, 1955, 1958. 3 victoires pour 4 défaites en simple et 4 victoire pour 2 défaites en double.

### Titres en simple (3)
- 1945 Punta del Este
- 1942 Tournoi de River Plate
- 1939 Buenos Aires

### Finales en simple (3)
- 1943 Tournoi de River Plate
- 1945 Southampton (États-Unis)
- 1946 Orlando